# Bacliff
Bacliff és una concentració de població designada pel cens dels Estats Units a l'estat de Texas. Segons el cens del 2000 tenia 6.962 habitants.

## Demografia
Segons el cens del 2000, Bacliff tenia 6.962 habitants, 2.523 habitatges, i 1.753 famílies. La densitat de població era de 1.066,7 habitants per km².
Dels 2.523 habitatges en un 36,3% hi vivien nens de menys de 18 anys, en un 51,3% hi vivien parelles casades, en un 12% dones solteres, i en un 30,5% no eren unitats familiars. En el 23,3% dels habitatges hi vivien persones soles el 6,7% de les quals corresponia a persones de 65 anys o més que vivien soles. El nombre mitjà de persones vivint en cada habitatge era de 2,76 i el nombre mitjà de persones que vivien en cada família era de 3,24.
Per edats la població es repartia de la següent manera: un 29% tenia menys de 18 anys, un 9,1% entre 18 i 24, un 33% entre 25 i 44, un 20,7% de 45 a 60 i un 8,2% 65 anys o més.
L'edat mediana era de 33 anys. Per cada 100 dones de 18 o més anys hi havia 108,6 homes.
La renda mediana per habitatge era de 32.188 $ i la renda mediana per família de 35.182 $. Els homes tenien una renda mediana de 30.783 $ mentre que les dones 25.172 $. La renda per capita de la població era de 14.884 $. Aproximadament el 16,2% de les famílies i el 21,7% de la població estaven per davall del llindar de pobresa.

## Poblacions més properes
El següent diagrama mostra les poblacions més properes.